# Команешти (Сучава)
Команешти (рум. Comănești) насеље је у Румунији у округу Сучава у општини Команешти. Oпштина се налази на надморској висини од 364 m.

## Становништво
Према подацима из 2002. године у насељу је живело 1256 становника, од којих су сви румунске националности.